# 马拉塞纳
马拉塞纳，是西班牙安达卢西亚自治区格拉纳达省的一个市镇。总面积5平方公里，总人口16517人（2001年），人口密度3303人/平方公里。